# ویلیام جرج پنی
ویلیام پنی، بارون پنی (انگلیسی: William Penney, Baron Penney؛ زاده ۲۴ ژوئن ۱۹۰۹ - درگذشته ۳ مارس ۱۹۹۱) ریاضی‌دان انگلیسی و استاد فیزیک ریاضی کالج سلطنتی لندن بود.